# Borba de Godim
Borba de Godim é uma povoação portuguesa do Município de Felgueiras que foi sede da extinta Freguesia de Borba de Godim, freguesia que tinha 7,75 km² de área e 2 341 habitantes (2011), e, por isso, uma densidade populacional de 302,1 hab/km². 
A Freguesia de Borba de Godim foi extinta em 2013, no âmbito de uma reforma administrativa nacional, para, em conjunto com a Freguesia de Vila Cova da Lixa formar uma nova freguesia denominada União das Freguesias de Vila Cova da Lixa e Borba de Godim com a sede em Vila Cova da Lixa. Esta última é uma das duas freguesias em que se desenvolve a cidade da Lixa
O seu nome deriva dos nomes do Deus Celta das águas, Borba, e do nome do seu Proprietário Suevo, Goodwin. Antigamente chamada São Miguel de Borba de Godim, pertenceu ao concelho de Celorico de Basto antes de integrar o (atual município) de Felgueiras.

## População
| População da freguesia de Borba de Godim | População da freguesia de Borba de Godim | População da freguesia de Borba de Godim | População da freguesia de Borba de Godim | População da freguesia de Borba de Godim | População da freguesia de Borba de Godim | População da freguesia de Borba de Godim | População da freguesia de Borba de Godim | População da freguesia de Borba de Godim | População da freguesia de Borba de Godim | População da freguesia de Borba de Godim | População da freguesia de Borba de Godim | População da freguesia de Borba de Godim | População da freguesia de Borba de Godim | População da freguesia de Borba de Godim |
| ---------------------------------------- | ---------------------------------------- | ---------------------------------------- | ---------------------------------------- | ---------------------------------------- | ---------------------------------------- | ---------------------------------------- | ---------------------------------------- | ---------------------------------------- | ---------------------------------------- | ---------------------------------------- | ---------------------------------------- | ---------------------------------------- | ---------------------------------------- | ---------------------------------------- |
| 1864                                     | 1878                                     | 1890                                     | 1900                                     | 1911                                     | 1920                                     | 1930                                     | 1940                                     | 1950                                     | 1960                                     | 1970                                     | 1981                                     | 1991                                     | 2001                                     | 2011                                     |
| 1 246                                    | 1 317                                    | 1 375                                    | 1 487                                    | 1 687                                    | 1 639                                    | 1 654                                    | 1 934                                    | 2 029                                    | 2 283                                    | 2 300                                    | 2 404                                    | 2 056                                    | 2 340                                    | 2 341                                    |

| Distribuição da População por Grupos Etários | Distribuição da População por Grupos Etários | Distribuição da População por Grupos Etários | Distribuição da População por Grupos Etários | Distribuição da População por Grupos Etários | Distribuição da População por Grupos Etários | Distribuição da População por Grupos Etários | Distribuição da População por Grupos Etários | Distribuição da População por Grupos Etários | Distribuição da População por Grupos Etários |
| -------------------------------------------- | -------------------------------------------- | -------------------------------------------- | -------------------------------------------- | -------------------------------------------- | -------------------------------------------- | -------------------------------------------- | -------------------------------------------- | -------------------------------------------- | -------------------------------------------- |
| Ano                                          | 0-14 Anos                                    | 15-24 Anos                                   | 25-64 Anos                                   | > 65 Anos                                    |                                              | 0-14 Anos                                    | 15-24 Anos                                   | 25-64 Anos                                   | > 65 Anos                                    |
| 2001                                         | 443                                          | 351                                          | 1 222                                        | 324                                          |                                              | 18,9%                                        | 15,0%                                        | 52,2%                                        | 13,8%                                        |
| 2011                                         | 371                                          | 301                                          | 1 271                                        | 398                                          |                                              | 15,8%                                        | 12,9%                                        | 54,3%                                        | 17,0%                                        |